# Омаров, Бауыржан Нурланович
Бауыржан Нурланович Омаров (каз. Бауыржан Нұрланұлы Омаров; род. 3 августа 1990, Калмыково) — казахстанский футболист, защитник клуба «Акжайык».

## Карьера
Футбольную карьеру начал в 2006 году в составе клуба «Жастар» Уральск.
В начале 2008 года подписал контракт с клубом «Акжайык».
Летом 2017 года перешёл в «Кайсар».

## Достижения
«Акжайык»
- Победитель Первой лиги: 2015
- Финалист Кубка Казахстана: 2022

## Клубная статистика
| Игровая карьера | Игровая карьера | Игровая карьера | Лига | Лига | Кубок | Кубок | Межд. | Межд. | Др. | Др. |
| --------------- | --------------- | --------------- | ---- | ---- | ----- | ----- | ----- | ----- | --- | --- |
| 2018            | Акжайык         | А               | 9    | 0    | 1     | 0     | —     | —     | —   | —   |
| 2019            | Акжайык         | Б               | 26   | 0    | 2     | 0     | —     | —     | —   | —   |
| 2020            | Акжайык         | Б               | 12   | 0    | —     | —     | —     | —     | —   | —   |
| 2021            | Акжайык         | А               | 21   | 0    | 6     | 0     | —     | —     | —   | —   |
| 2022            | Акжайык         | А               | 24   | 0    | 9     | 0     | —     | —     | —   | —   |
| 2023            | Акжайык         | Б               | 20   | 0    | 6     | 1     | —     | —     | —   | —   |